# Innellan
Innellan es una localidad situada en el concejo de Argyll y Bute, en Escocia (Reino Unido), con una población estimada a mediados de 2020 de 1150 habitantes.
Se encuentra ubicada al oeste de Escocia, cerca de la costa del océano Atlántico y de la ciudad de Lochgilphead —la capital del concejo— y al norte de Glasgow.